# Наканодзьо

36°35′24″ пн. ш. 138°50′28″ сх. д. / 36.59000° пн. ш. 138.84111° сх. д.
Наканодзьо́ (яп. 中之条町, なかのじょうまち, МФА: [nakanod͡ʑoː mat͡ɕi̥]) — містечко в Японії, в повіті Аґацума префектури Ґумма. Станом на 1 жовтня 2007 площа містечка становила 236,47 км². Станом на 1 серпня 2008 населення містечка становило 17 030 осіб.

## Уродженці
- Обуті Кейдзо — японський політик, який протягом своєї політичної кар'єри дванадцять раз обирався в палату представників японського парламенту. 84-тий прем'єр-міністр Японії.